# Economía de la felicidad

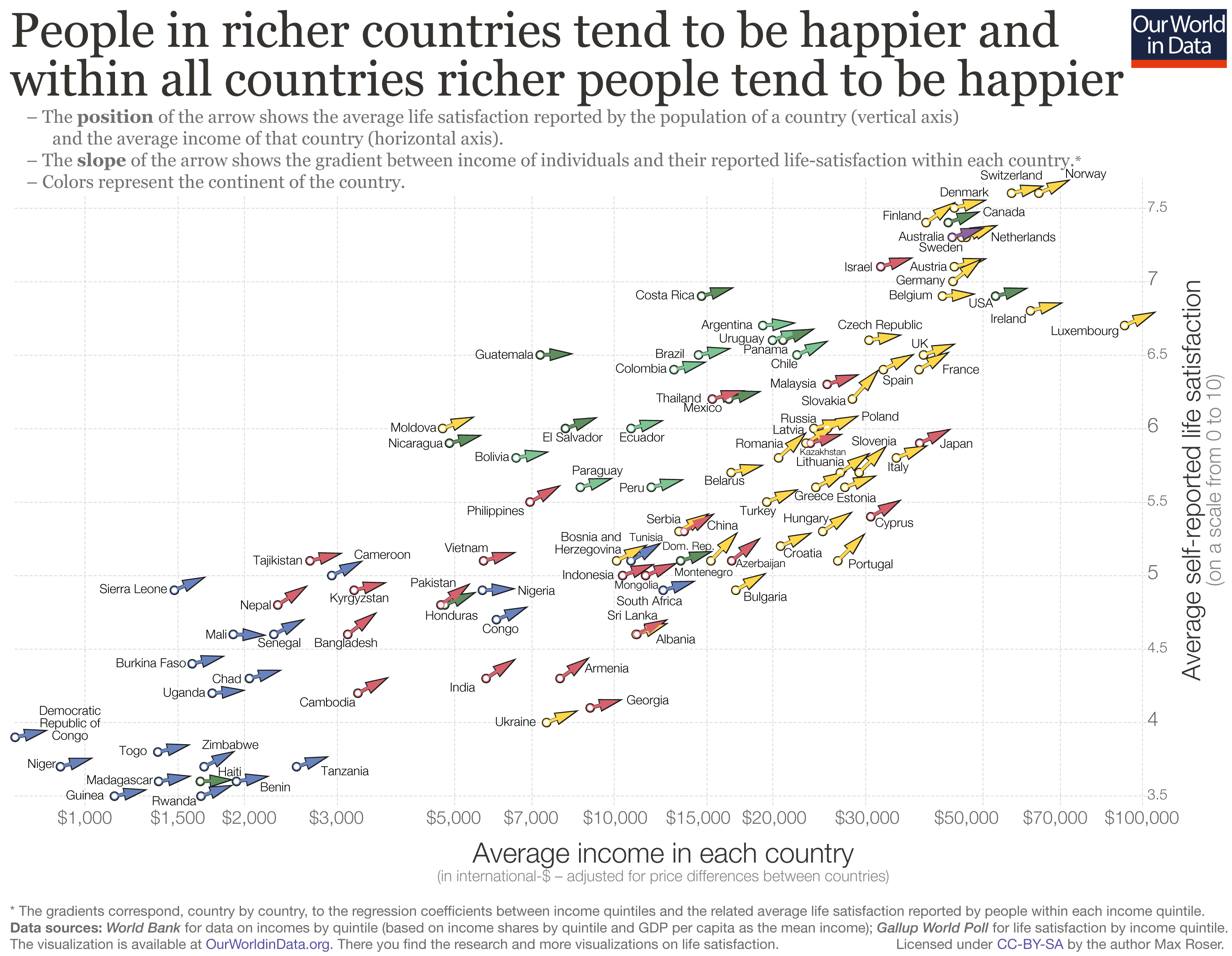
Los países más ricos tienden a ser más felices que los países más pobres (las observaciones se alinean en torno a una tendencia ascendente), y las personas más ricas dentro de los países tienden a ser más felices que las personas más pobres de los mismos países (las flechas apuntan sistemáticamente hacia el noreste).

La Economía de la felicidad es el estudio teórico y cuantitativo de la felicidad, el afecto, el bienestar, la calidad de vida, la satisfacción de la vida y otros conceptos similares en relación con la economía, la psicología, la salud y la sociología. El concepto utiliza medidas relacionadas con la felicidad más que con la riqueza, ingresos o beneficios como algo que debe maximizarse. El campo ha crecido sustancialmente desde finales del siglo XX con el desarrollo de métodos, encuestas e índices que permiten medir la felicidad y conceptos análogos. Su estudio está suponiendo un desafío actual para los economistas.

## Determinantes

### PIB y PNB
Por lo general, las medidas financieras nacionales, como el producto interno bruto (PIB) y el producto nacional bruto (PNB), se han utilizado como una medida de política exitosa. Existe una asociación significativa entre el PIB y la felicidad, y los ciudadanos de las naciones más ricas son más felices que los de las naciones más pobres. Se ha argumentado que esta relación se extiende solo a un PIB promedio per cápita de aproximadamente U$S 15,000. En la década de 2000, varios estudios obtuvieron el resultado opuesto, por lo que esta paradoja de Easterlin es controvertida.

### Ingreso individual
Históricamente, los economistas han dicho que el bienestar es una función simple de los ingresos. Sin embargo, se ha descubierto que una vez que la riqueza alcanza un nivel de subsistencia, su efectividad como generador de bienestar disminuye considerablemente. Los economistas de la felicidad esperan cambiar la forma en que los gobiernos ven el bienestar y cómo gobernar y asignar los recursos de manera más efectiva dada esta paradoja.
En 2010, Daniel Kahneman y Angus Deaton descubrieron que las personas con mayores ingresos generalmente informaron una mejor satisfacción con la vida, pero el bienestar emocional del día a día de las personas solo aumentó con ganancias hasta un umbral de ingresos anuales de U$S 75,000. Se han sugerido otros factores que hacen que las personas sean más felices que el dinero. Un curso de terapia psicológica a corto plazo es 32 veces más rentable para aumentar la felicidad que simplemente aumentar los ingresos.
En su artículo sobre "Ciudades infelices", Edward Glaeser, Joshua Gottlieb y Oren Ziv examinaron el bienestar subjetivo autoinformado de las personas que viven en áreas metropolitanas estadounidenses, particularmente en relación con la noción de que "los individuos hacen concesiones entre objetivos en competencia, incluyendo pero no limitado a la felicidad". Los hallazgos de los investigadores revelaron que las personas que viven en áreas metropolitanas donde se reportan niveles más bajos de felicidad reciben salarios reales más altos, y sugieren en su conclusión que "los humanos están comprensiblemente dispuestos a sacrificar tanto la felicidad como la satisfacción con la vida si el precio es el correcto".

### Seguridad Social
Ruut Veenhoven afirmó que los pagos de la seguridad social no parecen aumentar la felicidad. Esto puede deberse al hecho de que los ingresos no ganados por uno mismo (por ejemplo, de una lotería) tampoco contribuyen a la felicidad en general. [Cita requerida] La felicidad puede ser la recompensa de la mente para una acción útil. Sin embargo, Johan Norberg, del CIS, un grupo de expertos en economía de libre empresa, presenta la hipótesis de que las personas que piensan que ellas mismas controlan sus vidas son más felices, las instituciones paternalistas pueden disminuir la felicidad.
Una perspectiva alternativa se centra en el papel del estado de bienestar como una institución que mejora la calidad de vida no solo al aumentar la medida en que se satisfacen las necesidades humanas básicas, sino también al promover un mayor control de la vida al limitar el grado en que las personas encuentran a merced de las fuerzas impersonales del mercado que son indiferentes al destino de los individuos. Este es el argumento sugerido por el politólogo estadounidense Benjamin Radcliff, demuestra que un estado de bienestar más generoso contribuye a niveles más altos de satisfacción con la vida, y lo hace tanto para ricos como para pobres

### Empleo
En general, el bienestar de quienes están empleados es mayor que el de los desempleados. El empleo en sí mismo puede no aumentar el bienestar subjetivo, pero facilita las actividades que sí lo hacen (como apoyar a una familia, la filantropía y la educación). Si bien el trabajo aumenta el bienestar al proporcionar ingresos, el nivel de ingresos no es tan indicativo del bienestar subjetivo como otros beneficios relacionados con el empleo. Los sentimientos de autonomía y dominio, que se encuentran en niveles más altos en los empleados que en los desempleados, son predictores más fuertes del bienestar subjetivo que la riqueza.
Cuando la preferencia personal y la cantidad de tiempo dedicado a trabajar no se alinean, tanto hombres como mujeres experimentan una disminución en el bienestar subjetivo. El efecto negativo de trabajar más o trabajar menos de lo preferido se ha encontrado en varios estudios, la mayoría encuentra que trabajar más de lo preferido (sobreempleado) es más perjudicial, pero algunos descubrieron que trabajar menos (subempleado) es más perjudicial.

### Relaciones y niños
La disminución relativa de la felicidad femenina ha erosionado la brecha de género en la felicidad en la que las mujeres en la década de 1970 generalmente informaban un mayor bienestar subjetivo que los hombres. En las sociedades ricas, donde un aumento en el ingreso no equivale a un aumento en los niveles de bienestar subjetivo, las relaciones personales son los factores determinantes de la felicidad. Glaeser, Gottlieb y Ziv sugieren en su conclusión que las compensaciones de felicidad que las personas parecen dispuestas a hacer se alinean con la tendencia de los padres a reportar menos felicidad, ya que sacrifican su bienestar personal por el "precio" de tener hijos.

### Libertad y control
Existe una correlación significativa entre sentirse en control de la propia vida y los niveles de felicidad. Un estudio realizado en la Universidad de Zúrich sugirió que la democracia y el federalismo aportan bienestar a las personas. Llegó a la conclusión de que las posibilidades de participación política más directas disponibles para los ciudadanos aumentan su bienestar subjetivo. Se dieron dos razones para este hallazgo. Primero, un papel más activo para los ciudadanos permite una mejor supervisión de los políticos profesionales por parte de los ciudadanos, lo que conduce a una mayor satisfacción con la producción del gobierno. En segundo lugar, la capacidad de los ciudadanos de involucrarse y tener control sobre el proceso político aumenta independientemente el bienestar.
El psicólogo estadounidense Barry Schwartz argumenta en su libro La paradoja de la elección que demasiadas opciones de consumo y estilo de vida pueden producir ansiedad e infelicidad debido a la parálisis del análisis y las expectativas elevadas de satisfacción.

### Diversidad religiosa
Los datos transversales nacionales sugieren una relación inversa entre la diversidad religiosa y la felicidad, posiblemente al facilitar una mayor vinculación (y menos puentes) del capital social.

### Ocio
Gran parte de la investigación sobre la felicidad y el ocio se basa en el bienestar subjetivo como una medida apropiada de la felicidad. La investigación ha demostrado una amplia variedad de factores contribuyentes y resultantes en la relación entre ocio y felicidad. Estos incluyen mecanismos psicológicos y los tipos y características de las actividades de ocio que resultan en los mayores niveles de felicidad subjetiva. Específicamente, el ocio puede desencadenar cinco mecanismos psicológicos centrales, que incluyen el desprendimiento-recuperación del trabajo, la autonomía en el ocio, el dominio de las actividades de ocio, la creación de significado en las actividades de ocio y la afiliación social en el ocio. Las actividades de ocio que son físicas, relacionales y realizadas al aire libre se correlacionan con mayores sentimientos de satisfacción con el tiempo libre. La investigación en 33 países diferentes muestra que las personas que sienten que fortalecen las relaciones sociales y trabajan en el desarrollo personal durante el tiempo libre son más felices que otros. Además, ir de compras, leer libros, asistir a eventos culturales, reunirse con familiares, escuchar música y asistir a eventos deportivos se asocia con mayores niveles de felicidad. Pasar tiempo en Internet o mirar televisión no está asociado con niveles más altos de felicidad en comparación con estas otras actividades.

### Estabilidad económica
El alivio de la pobreza está asociado con poblaciones más felices. Según la última revisión sistemática de la literatura económica sobre la satisfacción con la vida: la inflación volátil o alta es perjudicial para el bienestar de una población. Eso sugiere que el impacto de las interrupciones en la seguridad económica está en parte mediado o modificado por las creencias sobre la seguridad económica.
El análisis de Voxeu de los determinantes económicos de la felicidad encontró que la satisfacción con la vida explica la mayor parte de los votos de un gobierno existente, seguido del crecimiento económico, que en sí mismo explica seis veces más que el empleo y el doble que la inflación.
Algunos estudios indican que la libertad económica está asociada con el aumento de la desigualdad de riqueza, pero no necesariamente contribuyen a la disminución del bienestar agregado o el bienestar subjetivo a nivel de la población.

## Estudios relacionados

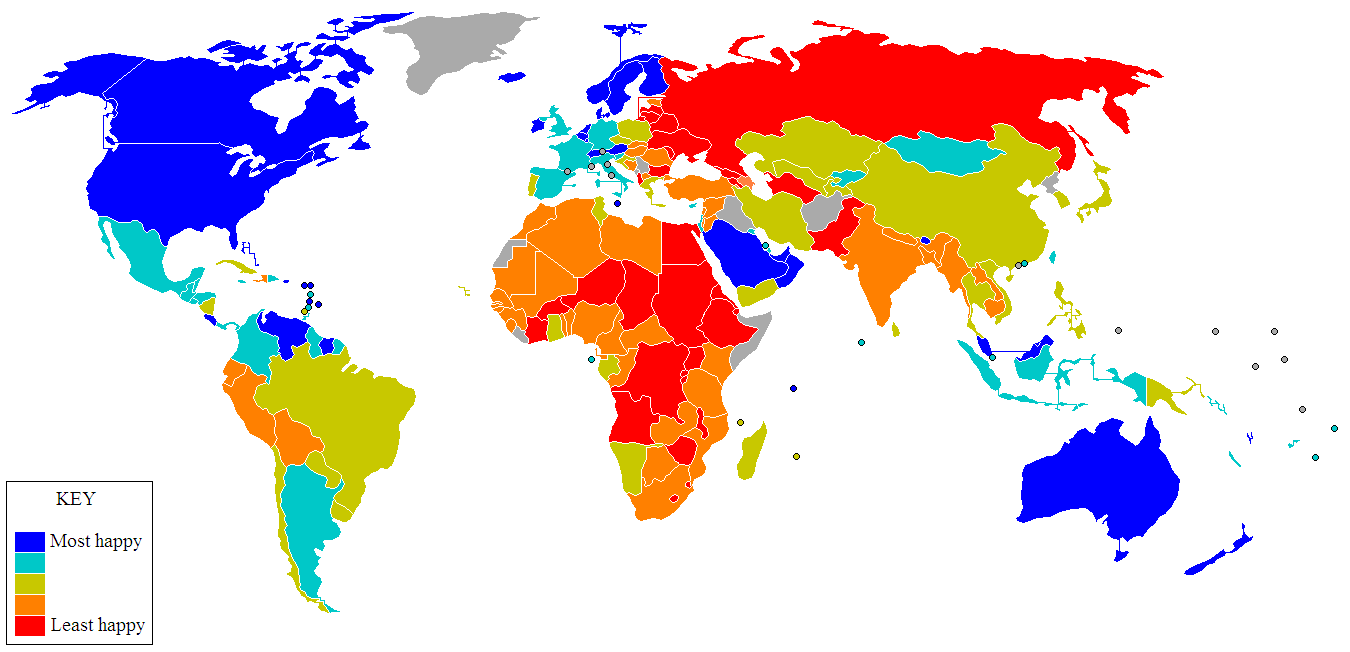
El índice de satisfacción con la vida (2006). Azul a rojo representan más a menos feliz, respectivamente; las áreas grises no tienen datos confiables disponibles.

El Índice de Satisfacción con la Vida es un intento de mostrar la felicidad promedio autoinformada en diferentes naciones. Este es un ejemplo de una tendencia reciente a utilizar medidas directas de felicidad, como encuestas que preguntan a las personas cuán felices están, como una alternativa a las medidas tradicionales de éxito de políticas como el PIB o el PNB. Algunos estudios sugieren que la felicidad se puede medir de manera efectiva. El Banco Interamericano de Desarrollo (BID) releva desde 2006 indicadores sobre economía de la felicidad en América Latina y el Caribe.

## Investigadores destacados
- Richard Easterlin
- Bruno Frey
- Med Jones
- Richard Layard
- Nic Marks
- Jan-Emmanuel De Neve
- Andrew Oswald
- Bernard van Praag
- Benjamin Radcliff
- Ruut Veenhoven